# Mayo-Baléo
Mayo-Baléo es una comuna camerunesa perteneciente al departamento de Faro-et-Déo de la región de Adamawa.
En 2005 tiene 15 873 habitantes, de los que 3507 viven en la capital comunal homónima.
Se ubica sobre la carretera D20, unos 150 km al oeste de la capital regional Ngaoundéré. Su territorio es fronterizo con Nigeria.

## Localidades
Comprende la ciudad de Mayo-Baléo y las siguientes localidades:
| - Alme - Becti - Dilecti - Djalecti - Djali - Djamtari - Djoumvoli - Dodéo - Gadjiwan - Galti - Ganati - Gneti - Gnibango - Gourwalti - Gourwati - Guendoumin | - Guereng - Kougoumti - Kougoumti - Lassoumti - Mayako - Mayo-Badji - Mayo-Djaoulé - Mayo-Kaoledji - Oulti (Malti) - Pawati - Salassa - Samlecti - Sarki-Mata - Tongo Sarki Yayï - Trouatoumti - Vogti (Vougourwati) |